# Les Enfants de Húrin
Les Enfants de Húrin (titre original The Children of Húrin) est un roman de l'écrivain et philologue britannique J. R. R. Tolkien, publié de façon posthume le 17 avril 2007 dans le monde entier. L'ouvrage a été reconstitué par le fils de Tolkien, Christopher à partir de textes inachevés laissés par son père, textes qui avaient déjà été en partie publiés dans les Contes et légendes inachevés et dans l’Histoire de la Terre du Milieu. Les aventures des enfants de Húrin, Narn i Chîn Húrin, avaient aussi été relatées sous forme d'un résumé dans Le Silmarillion. 
Le roman se déroule sur la Terre du Milieu, le lieu fictif de la plus grande partie du légendaire créé par Tolkien, peuplé d'hommes et d'autres races humanoïdes (elfes et nains), ainsi que par d'autres créatures réelles et fantastiques. L'histoire se déroule lors du Premier Âge, à l'époque de la guerre entre les Eldar et Morgoth, et traite d'un homme appelé Húrin, appartenant à la Maison de Hador des Edain, et de la malédiction que le Vala Morgoth lança sur lui et ses descendants. Il décrit les aventures funestes du héros humain Túrin, fils de Húrin, poursuivi par la malédiction.
À l'intérieur de la structure du légendaire, l'histoire est connue en langue sindarine comme Narn i Chîn Húrin, « Histoire des enfants de Húrin » ; elle est mentionnée plusieurs fois simplement comme le Narn. Le lai originel est décrit comme ayant été écrit en l'an 499 du Premier Âge par Dírhaval, un poète mortel né à Dor-lómin, réfugié à l'embouchure du Sirion. 
Ce livre est paru en version originale le 17 avril 2007 chez HarperCollins et en français le 21 février 2008 chez Christian Bourgois éditeur. Le texte est illustré dans sa première édition par des aquarelles et des crayonnés d'Alan Lee. Il n'est pas rédigé dans le style romanesque du Hobbit et du Seigneur des anneaux mais dans le style des contes du Silmarillion et dans le même anglais classique voire ancien, faisant souvent appel à des expressions archaïques qui ne sont plus utilisées dans l'anglais moderne.
Dans la préface, Christopher Tolkien prévient les lecteurs qu'il voulait présenter de la manière la plus accessible possible le conte reconstitué des aventures de Túrin. Le texte n'est donc ni annoté ni commenté comme le sont les volumes de son Histoire de la Terre du Milieu. Le livre comporte toutefois une introduction et deux appendices rédigés par Christopher Tolkien qui replacent ce texte dans son contexte et retracent l'histoire de sa composition. Le livre inclut également un guide de prononciation, un index des noms propres (lieux et personnages), une carte des régions du Beleriand où se situe l'action et les arbres généalogiques des principaux protagonistes. 
Le livre audio en version anglaise (paru chez HarperCollins AudioBooks) est lu par Christopher Lee, l'acteur qui interprète Saroumane dans l'adaptation cinématographique Le Seigneur des anneaux par Peter Jackson.

## Résumé
Deux frères humains de la maison de Hador, Húrin et Huor, sont sauvés par les Aigles d'une troupe d'Orques qui les pourchassait. Ils sont conduits au royaume elfique de Gondolin, caché au cœur des montagnes du Crissaegrim. Le roi Turgon leur réserve un accueil chaleureux, mais au bout d'un an, les frères souhaitent revoir les leurs. Bien que la loi de Gondolin interdise à ses résidents de quitter la ville, afin que Morgoth, le Seigneur Ténébreux, ne puisse découvrir son emplacement, Turgon accepte de les laisser partir.
Cinq ans après le retour de Húrin, son épouse Morwen met au monde un fils, Túrin. C'est encore un enfant lorsque son père les quitte pour partir à la guerre. Nírnaeth Arnoediad, la « bataille des Larmes Innombrables », se solde par un désastre pour les armées des Elfes et des Hommes, malgré la participation des Elfes de Gondolin, sortis pour la première fois de leur cité. Huor est tué en couvrant la retraite de Turgon, mais Húrin est fait prisonnier. Morgoth ne parvient pas à lui faire avouer la position de Gondolin, et pour le punir, il l'installe au sommet du Thangorodrim, le massif montagneux qui surplombe sa forteresse d'Angband, et le condamne à assister aux effets de la malédiction lancée sur les siens.
Les Orientaux, des humains au service de Morgoth, occupent le Dor-Lómin, terres ancestrales de la maison de Hador, et réduisent ses derniers représentants en esclavage. En apprenant cela, Thingol, roi des elfes de Doriath, invite Morwen et Túrin dans son royaume. Morwen refuse par orgueil, mais envoie son fils à la cour de Thingol. Il y est considéré comme le fils adoptif de Thingol et Melian et devient un grand ami de l'elfe Beleg, avec qui il patrouille aux frontières du royaume.
Túrin s'enfuit de Doriath après avoir accidentellement causé la mort d'un membre de la cour de Thingol, Saeros. Il rejoint une bande de hors-la-loi qui maraudent dans les plaines à l'ouest du royaume. Sous l'autorité de « Neithan » (le nom que se donne Túrin parmi eux), les hors-la-loi tournent leurs armes vers les serviteurs de Morgoth. Lorsque Beleg le rejoint pour le supplier de rentrer, il refuse. Le groupe de Túrin, toujours plus nombreux, s'installe par force dans les cavernes d'Amon Rûdh, résidence du dernier des petits-nains, Mîm, et de ses fils. Beleg rejoint Túrin, et sous leur autorité, la région connaît une période de paix. Elle prend fin lorsque Mîm révèle l'emplacement de leur repaire aux Orques. Durant l'attaque qui s'ensuit, Túrin est capturé et tous ses hommes tués. Alors que Beleg tente de le sauver avec l'aide de Gwindor, un elfe dont il a croisé le chemin par hasard, Túrin tue accidentellement son ami avec son épée noire, Gurthang.
Gwindor conduit alors Túrin à la cité cachée de Nargothrond, dont il est originaire. Il s'y présente sous le nom d'« Agarwaen » et ne tarde pas à se faire une place auprès du roi Orodreth pour ses conseils stratégiques ses prouesses avec Gurthang, l'épée noire de Beleg reforgée. La princesse Finduilas, jadis promise à Gwindor, tombe amoureuse de lui, même après que Gwindor lui révèle son véritable nom, mais Túrin ne lui rend pas ses sentiments. Il recommande l'abandon de l'ancienne politique de discrétion au profit d'une guerre ouverte contre Morgoth, et un grand pont est construit devant les portes de la ville, causant sa perte. En effet, Morgoth y envoie une grande armée d'orques conduite par le dragon Glaurung. Les elfes sont massacrés et la cité pillée. Túrin lui-même succombe au regard ensorcelé du dragon : au lieu de partir au secours de Finduilas, faite prisonnière par les orques, il décide de rentrer au Dor-Lómin pour secourir sa mère et sa sœur cadette Niënor, née après son départ pour Doriath.
À son arrivée, Túrin comprend que le dragon l'a trompé : sa mère et sa sœur sont depuis longtemps parties à leur tour chercher la protection de Thingol en Doriath. Il massacre les Orientaux présents dans l'ancienne demeure de son père, puis se précipite au secours de Finduilas, mais il est trop tard : lorsqu'il arrive dans les bois de Brethil, il ne peut que découvrir son tertre funéraire. Il décide alors d'abandonner Gurthang et de s'installer parmi les forestiers de Brethil, prenant le nom de « Turambar », le Maître du Destin.
Entre-temps, Morwen et Niënor, ayant appris les exploits de Túrin à Nargothrond, décident de s'y rendre, mais leur escorte est dispersée par Glaurung, qui ensorcelle Niënor et lui fait perdre la mémoire. Éperdue, elle court jusqu'en Brethil, où Turambar la découvre. Ils ne se reconnaissent pas, et Túrin donne à l'inconnue le nom de « Níniel ». Turambar et Níniel tombent amoureux et finissent par se marier.
Quelques années plus tard, Glaurung se dirige vers Brethil, ayant appris que Túrin s'y cache. Il saccage les bois, mais Turambar parvient à le tuer avec son épée noire en perçant son ventre, la seule partie non protégée de son anatomie, lorsqu'il traverse un ravin. Le dernier regard du dragon fait s'évanouir Turambar. Níniel arrive sur les lieux un peu plus tard, et Glaurung agonisant lève le sortilège qu'il lui avait jeté. Horrifiée par son inceste et croyant Túrin mort, elle se jette dans le ravin.
En revenant à lui, Túrin part à la rencontre des hommes des bois. Il croise Brandir l'Infirme, le chef de la communauté des forestiers. Ayant assisté sans être vu à la scène entre Nienor et le dragon, il révèle la vérité à Túrin, mais celui-ci refuse de le croire et le tue. Il croise ensuite Mablung, un elfe de Doriath, qui lui confirme involontairement le récit de Brandir, et Túrin comprend alors que son destin l'a rattrapé. Il se donne la mort avec son épée noire au bord du ravin.
Quelques années plus tard, le tertre où est inhumé Túrin en Brethil voit les retrouvailles de ses parents : Morwen, réduite à l'errance et à la folie après l'attaque du dragon, et Húrin, finalement libéré par Morgoth pour semer le chaos parmi ses ennemis.

## Composition
L'histoire des enfants de Húrin est seulement une partie de la mythologie que J. R. R. Tolkien travailla pendant la quasi-totalité de sa vie. Il commença au début de 1917, lorsqu'il était hospitalisé à Great Haywood après être tombé malade pendant son service au cours de la Première Guerre mondiale. Selon le biographe Humphrey Carpenter, l'auteur commença à écrire la première version des Enfants de Húrin en août de cette même année, pendant une rechute qu'il passa à l'hôpital de Hull. « Le conte de Turumbar », titre que reçut cette version de l'histoire, fut repris par J. R. R. Tolkien avec d'autres dans Le Livre des Contes Perdus, édité et publié des années après par son fils Christopher en deux tomes. Dans le deuxième tome, où se trouve le récit complet, accompagné d'une introduction, de notes explicatives et d'une analyse, Christopher Tolkien n'offre pas de date aussi précise que celle de Carpenter et établit que l'histoire fut écrite pour la première fois quelque part entre 1917 et le milieu de 1919.
De même que le reste des Contes Perdus, « le conte de Turambar » est raconté par un personnage à l'intérieur de la fiction. L'enfance de Túrin n'apparaît pas encore et seuls certains aspects des Nírnaeth Arnoediad sont mentionnés. Bien que cette version inclue le départ de Húrin (ici Úrin) pour la guerre, sa capture et sa malédiction par Morgoth (ici Melko) devant le refus de l'homme d'offrir son aide pour trouver le roi Turgon de Gondolin, la naissance de Niënor (ici Nienóri) se produit avant le départ de Túrin pour Doriath et celui-ci n'est pas dû à la crainte de Morwen (ici Mavwin) que son fils et héritier ne devienne un esclave, mais au fait qu'elle ne savait pas comment l'élever en même temps que sa sœur.
Au début des années 1920 et à partir de l'histoire des Contes Perdus, Tolkien compose deux versions d'un long poème pour lequel il utilise des vers allitérés anglais (utilisés aussi dans diverses œuvres anglo-saxonnes, comme Beowulf, une des sources d'inspiration de Tolkien) et qu'il intitula, au début, « Túrin fils de Húrin et Glórund le Dragon », et plus tard, « Le lai des Enfants de Húrin ».
Cependant, quelque part entre la fin de 1924 et le début de 1925, Tolkien abandonne l'écriture du poème lorsque l'histoire se déroule au royaume de Nargothrond. Les deux versions du poèmes sont publiées bien plus tard par Christopher Tolkien dans Les Lais du Beleriand, le troisième volume de l'Histoire de la Terre du Milieu. À cause de la complexité de son style, Christopher inclut dans le livre un glossaire des mots archaïques qu'il utilise, pour que ceux qui le lisent puissent le comprendre.
En 1930, Tolkien commence à écrire la Quenta Silmarillion à partir d'une ébauche qu'il réalisa en 1926 sur sa mythologie pour son ancien professeur de Birmingham, R. W. Reynolds, et aussi basée sur les Contes Perdus. Cependant, le récit s'interrompt à l'histoire des enfants de Húrin, pendant le séjour de Túrin chez les proscrits, et elle n'est pas reprise avant de nombreuses années. L'interruption était due aux écritures successives des livres Le Hobbit et Le Seigneur des anneaux. Une fois ce dernier finalisé, Tolkien reprend la rédaction des trois histoires les plus longues du Quenta. Afin d'achever « Les Enfants de Húrin », il ne recommence pas depuis le début comme il en avait l'habitude, mais utilise le poème allitéré à partir de la destruction de Nargothrond et continue jusqu'à la fin.
Tolkien n'achève jamais complètement le texte et les parties existantes ont été publiées dans les Contes et légendes inachevés sous le titre Narn i Hîn Húrin. L'oubli du c est une décision éditoriale prise par Christopher Tolkien pour des raisons de prononciation, car il ne voulait pas que les lecteurs anglophones prononcent chîn « tchin ». Ce récit se retrouve dans Le Silmarillion sous une forme abrégée : il forme le chapitre 21 de la Quenta Silmarillion.

## Influences

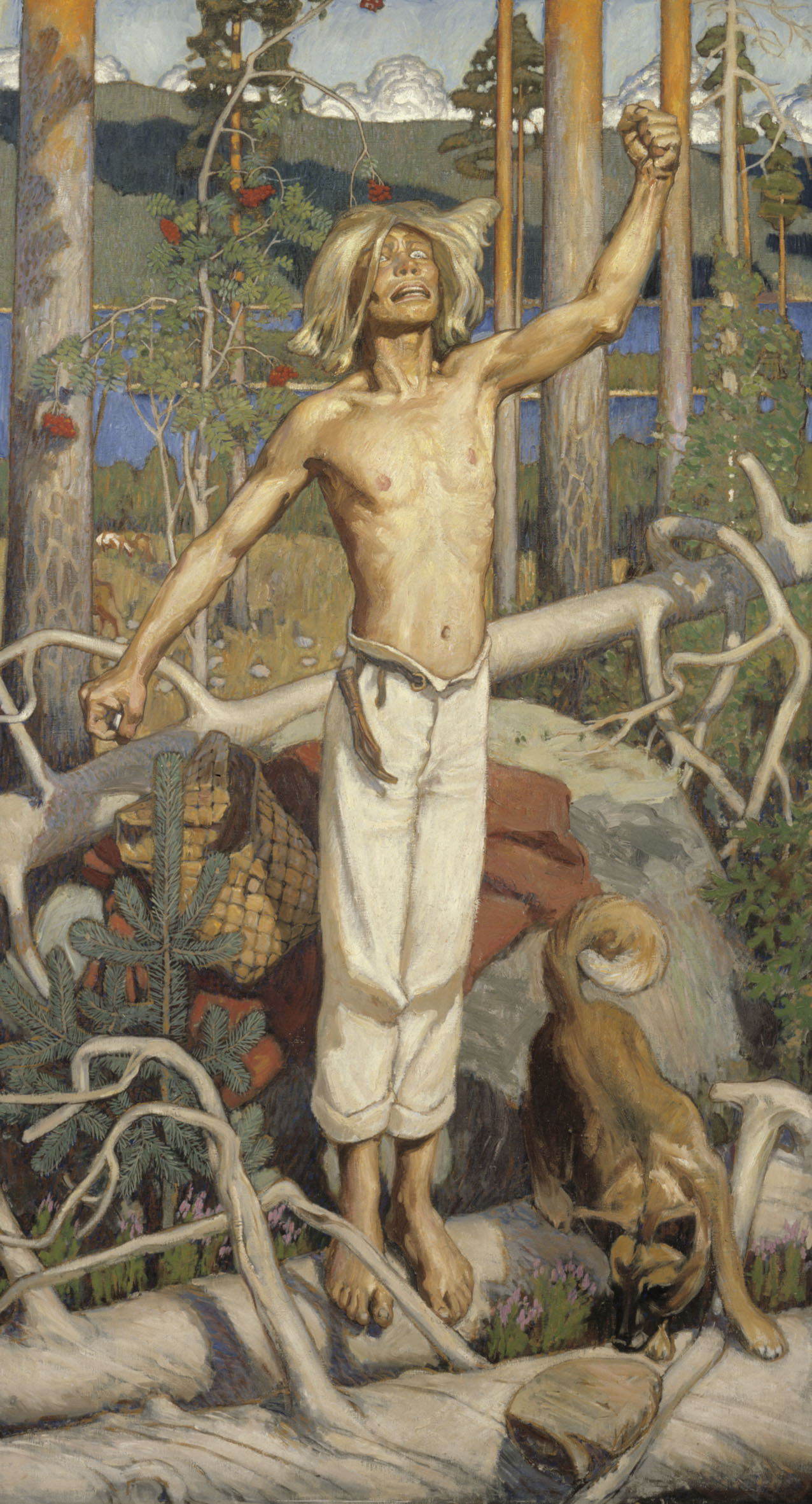
La malédiction de Kullervo, par Akseli Gallen-Kallela.

En 1951, quand la maison d'édition Allen & Unwin décide de repousser Le Seigneur des anneaux à cause de l'obstination de Tolkien de le faire publier avec Le Silmarillion, Milton Waldman, de HarperCollins, se montre intéressé par les deux romans. Tolkien lui écrit une lettre dans laquelle il les lui décrit : l'auteur assure que Les Enfants de Húrin est inspiré par les personnages de Kullervo, Sigurd et Œdipe.
L'histoire de Kullervo, qui apparaît dans le poème épique finnois Kalevala, dont l'inspiration la plus évidente est la fin tragique des deux personnages. Túrin ignore que Nienor est sa sœur, puisqu'il ne l'a jamais connue et que le dragon Glaurung a effacé la mémoire de cette dernière ; Kullervo, qui ne connaît pas non plus sa sœur, viole une vagabonde sans savoir que c'est elle. Quand ils découvrent la vérité, les deux se suicident en se jetant sur leurs épées, courbés par les remords d'avoir commis un inceste. Cependant, bien que Tolkien ait eu le désir de ré-élaborer l'histoire du Kalevala, les personnages de Túrin et Kullervo se différencient : là où le premier est noble et se suicide par culpabilité, le deuxième est mauvais et se suicide par peur du supplice.

## Accueil critique
Les premiers commentaires suivant la publication des Enfants de Húrin sont en majorité positifs. The Washington Post l'assimile à une tragédie grecque et le qualifie de « conte morne, obscurément élégant », « possédant la résonance mythique et le goût amer du destin inexorable ». Pour le journal britannique The Independent, c'est un livre « aride, dément, dépourvu d'humour, cruel et tout à fait brillant ». Dans The Sunday Times, Bryan Appleyard place les Enfants de Húrin au-dessus des autres œuvres de Tolkien, notant sa « tournure intense et très mature » et « un réel sentiment de gravité majeure ». Dans le même journal, Maurice Chittenden avait estimé, quelques mois avant la sortie des Enfants de Húrin, que les nombreuses morts violentes que contient l'ouvrage pourraient lui valoir d'être « classé X ».
Le livre a également reçu des critiques négatives. Pour le Detroit Free Press, il est « ennuyeux et pas fini ». Entertainment Weekly le trouve « maladroit et immature », « une forêt impénétrable de noms, manquant de subtilité et de plaisir, avec une syntaxe surchargée et étranglée ». La colonne satirique « Digested Read » du Guardian moque également le style et l'intrigue du livre, estimant qu'il n'a été publié que pour profiter du succès des films de Peter Jackson ; en résumé, « la Tolkien Estate prend de mauvaises hobbitudes ».
D'autres critiques ont distingué deux publics : selon Tom Deveson, du Sunday Times, « si les aficionados de J. R. R. Tolkien seront ravis, les autres trouveront Les Enfants de Hurin à peine lisible ». À l'inverse, Kelly Grovier, pour The Observer, affirme qu'il « peut plaire à tous sauf aux plus puristes de ses fans », eu égard au rôle incertain de Christopher Tolkien dans la préparation du texte. Dans The Times, Jeremy Marshall estime qu'il s'agit d'« une lecture à ne pas réserver aux seuls inconditionnels de Tolkien », malgré « une prose parfois trop guindée, des dialogues parfois trop pompeux, des noms parfois trop obscurs et jamais expliqués ». Il pourrait néanmoins s'agir pour lui de « la suite du Seigneur des anneaux que désiraient si ardemment et vainement les éditeurs de Tolkien à la fin des années 1950 ».

## Tirages et ventes
Les Enfants de Húrin a fait son entrée à la première place de la liste des meilleures ventes de fiction hardcover établie par le New York Times. Selon Houghton Mifflin, l'éditeur américain, près de 900 000 exemplaires ont été vendus dans le monde entier au cours des deux premières semaines, soit le double des prévisions initiales des éditeurs. L'éditeur britannique, HarperCollins, indique que 330 000 exemplaires ont été écoulés au Royaume-Uni sur la même période.